# 1250
1250 (MCCL) je bilo navadno leto, ki se je po julijanskem koledarju začelo na soboto.

## Dogodki
- Demografija: število svetovnega prebivalstva je ocenjeno med 400 in 420 milijoni.
- Klimatologija: 
  - Najzgodnejši hipotetični prehod s toplega obdobja na ti. malo ledeno dobo
  - 12. oktober - JV Anglija: prvi v seriji izjemno močnih viharjev, ki so sledili še v naslednjih letih in so močno preoblikovali obalo južne Anglije. Ta vihar premakne ustje reke Rother v Vzhodnem Sussexu za dvajset kilometrov.

### Sedma križarska vojna
- 8. februar - Bitka pri Al-Mansurahu: križarji pod vodstvom grofa Roberta I. Artoiškega izvedejo napad na egipčanski vojaški tabor Gideila blizu mesta Al-Mansurah. Egipčani se še pravočasno umaknejo v mesto, kjer mameluki na hitro zorganizirajo obrambo mesta. Križarji zavzamejo navidezno zapuščeno mesto Al-Mansurah in se pri tem ujamejo v past. Sledijo ulični boji in popoln poraz križarjev. Redki preživeli improvizirajo obrambni tabor Gideila in ostanejo odrezani od povezave z Damietto. Izjemno hude izgube utrpe Templarji.

- - V bitki sta ubita voditelja te predhodnice artoiški grof Robert I. in voditelj angleških križarjev William II. Longespée. Po smrti Roberta I. se grofija Artoise vrne francoski kroni, a še istega leta preda novorojencu Robertu II.. Regentstvo vodi mati Matilda Brabantska.
  - Smrt voditelja angleških križarjev Williama II. Longespéeja vzbudi vsesplošno zgražanje po Angliji in krivdo za njegovo smrt pripisujejo Francozom. Angleški kralj Henrik III. prične zbirati sredstva in organizirati nov križarski pohod, ki bi popravil neuspeh Francozov.
- 11. februar - Napad na obrambni križarski tabor Gideila. Boj je neenak in večino križarjev Egipčani zajamejo.
- 23. februar - Ajubidski prestolonaslednik Al-Muzam Turanšah prispe v Kairo in prevzame oblast.
- 27. februar - Turanšah prevzame poveljstvo nad egipčansko vojsko in začne s popolno ofenzivo proti križarjem, ki jih obkoli in jim prekine vsakršno povezavo z Damietto. Križarji, ki jih vodi Ludvik IX., se kmalu znajdejo v obupnem položaju.
- 5. april - Križarji se ponoči začno umikati proti Damietti, vendar v naglici ne utegnejo uničiti pontonskega mostu, ki ga za njimi prečkajo Egipčani.
- 6. april - Bitka pri Fariskurju: egipčanska vojska popolnoma premaga križarje. Večina križarske vojske je pobita, ostali se predajo, mdr. tudi voditelji: francoski kralj Ludvik IX. ter njegova brata Karel Anžujski in Alfonz Poitierški. 
  - V bitki padeta baron Hugo XI. Lusignanski in veliki mojster vitezov Templarjev  Guillaume de Sonnac. Guillauma de Sonnaca nasledi Renaud de Vichiers, 19. veliki mojster po seznamu.
  - Padlega Huga XI. Lusignanskega nasledi v grofijah La Marche in Angoulême sin Hugo XII.
- 2. maj - Ker sultan Turanšah favorizira lastne mameluke in s pomembnih položajev odstavlja očetove mameluke, le-ti zorganizirajo puč in umorijo Turanšaha. Tranzicijsko nominalno oblast prevzame Turanšahova vdova Šadžar al-Durr, ki se strinja z imenovanjem.
- 6. maj - Mameluki izpustijo francoskega kralja Ludvika IX. in čez 12.000 vojnih ujetnikov za razmeroma nizko odkupnino v višini četrtine proračuna francoske krone in predajo Damiette. Kljub temu kralju ostane še dovolj sredstev, da se odloči za daljše bivanje v Jeruzalemski kraljevini, kjer financira utrjevalne projekte. 1254 ↔
- 6. julij - Ena od eminentnejših plemiških žrtev prosule križarske odprave je še bretonski vojvoda[1] Peter I., ki umre med plovbo nazaj proti domu.
- Ker imenovanje sultane Šadžar al-Durr vzbudi nasprotovanje pri ostalih ajubidskih emirijih in je niti ne prizna abasidski kalif za sultano, so si egipčanski mameluki prisiljeni poiskati novega kandidata za na prestol egiptovskega sultana. Eden od mamelukov Izz al-Din Ajbak se poroči z ajubidsko sultano Šadžar al-Durr, ki abdicira v njegovo korist. S tem postane novi egiptovski sultan. ↓
- julij → Mameluki zavladajo v Egiptu. S tem je vzpostavljena dinastija Bahri Mamelukov, ki jo večinoma sestavlja najstarejši kader mamelukov kumansko-kipčaškega rodu.
  - Da bi zadovoljili ostanek ajubidske dinastije v azijskem delu, mameluki za egiptovskega sovladarja instalirajo šestletnega Al-Šaraf Muso[2].
- Alepski ajubidski emir An-Nasir Jusuf prevzame s soglasjem ostalih ajubidskih emirjev oblast v Damask. S tem meji na jugu neposredno na mameluški Egipt.
- oktober - An-Nasir Jusuf poskusi z invazijo na Egipt, vendar ga egiptovski mameluki premagajo. 1251 ↔
  - Prve novice o križarskem pohodu, ki prispejo in se razširijo po Franciji, so novice o zmagi. 1251 ↔

### Zadnje leto Friderika II.
- 27. maj - Umre uspešen gvelfovski general in italijanski kardinal Raniero Capocci. Papež Inocenc IV. ga je smatral za premočnega, zato ga je odstavil in upokojil. Capocci se je resigniran umaknil v Lyon, kjer hudo bolan umre.
- Gibelini izgubijo mesti Como in Mondena, vendar ponovno zavzamejo Ravenno. Nemški kralj Konrad IV.[3] zabeleži nekaj zmag proti gvelfovskemu protikralju Vilijemu II. Holandskemu.
- Bitka pri Cingoli: gibelini premagajo gvelfe in zaustavijo njihovo napredovanje. V protiudaru  ponovno osvojijo Romanjo, Spoleto in Marke. Friderik II. se ne udeležuje pohodov, ker je že hudo bolan, najverjetneje zaradi griže. 1259 ↔
- 13. december - Smrt rimsko-nemškega cesarja Friderika II. Hohenstaufna[4]. Umrlega sicer nasledi sin Konrad IV., sicer že nemški kralj[5], ki pa mu v Nemčiji jemlje primat gvelfovski (proti)kralj Vilijem II. Holandski. Na Siciliji hitro uveljavi svoj interes Manfred, Konradov[6] polbrat[7]. Oblast v Kraljevini Jeruzalem[8] še nadaljnje zanemarja, zato tam vodi v naslednjih letih dejansko oblast francoski kralj Ludvik IX.. Privilegije izgubi še en Friderikov nezakonski sin - Friderik Antioški, ki je vladal Toskani. 1251 ↔
  - S smrtjo Friderika II. se dokončno razpusti Lombardska zveza, kar pa ne pomeni, da se spori med italijanskimi mesti, ki pripadajo cesarski[9] ali papeški [10] stranki, končajo.

### Ostali dogodki
- 2. februar - Umrlega švedskega kralja Erika XI. nasledi mladoletni nečak Valdemar Birgersson, v imenu katerega vlada njegov oče grof (jarl) Birger Magnusson.
- 7. junij - Umre danski knez Rügena Viclav I.[11]. Nasledi ga sin Jaromar II.
- 10. avgust - Danski kralj Erik IV., ki se vrača s križarskega pohoda v Estoniji nazaj proti domu, poskuša disciplinirati nepokorne nemške grofe, predvsem mlajšega brata, šlesviškega vojvodo Abela, ki namenoma ali nenamenoma slabo poskrbi za varnost gosta. Le-tega umori skupina vitezov in Abel se polasti danskega prestola, čeprav zanika vsakršno povezavo z umorom. 1252 ↔
- 4. oktober - Umre badenski mejni grof Herman VI.. Nasledi ga enoletni sin Friderik I., regentstvo prevzame njegova mati Gertruda Babenberška, ki v imenu svojega sina nadaljuje (politični) boj za avstrijsko nasledstvo. 1252 ↔
- Bosna: mongolska invazija je razbremenila okupacijski pritisk križarjev na bosansko cerkev, vendar ne povsem. Po smrti (heretičnega) bosanskega bana Mateja Ninoslava  se njegovi sinovi zapletejo v državljansko vojno. Ogrski kralj Béla IV. mimo njih investira Ninoslavovega (pravovernega) bratranca Prijezdo I., ki med prvimi ukrepi izžene bogomilskega škofa v Slavonijo in si s tem odtuji podložnike. 1253 ↔
- Litva: litvanski nadvojvoda Mindaugas se spreobrne v krščanstvo in sklene zavezništvo z Livonskim redom.1253 ↔
- Italija: bankirji iz Siene iz banke Gran Tavola postanejo vodilni papeški bankirji.
- Severnonemško mesto Greifswald prevzame zakone[12] mesta Lübeck, korak v postopnem oblikovanju trgovsko-politične zveze Hansa.
- Anglija: verniki so močno nezadovoljni z novim canterburyjskim nadškofom Bonifacijem Savojskim. Angleški škofi pooblastijo lincolnskega škofa Roberta Grossetesteja, da se glede nadškofovega ravnanja pritoži pri papežu, kar le-ta tudi stori.
- Zaragoza[13]: krvna obtožba proti Judom zaradi domnevnega ritualnega umora dečka-ministranta Dominguita del Vala se sprevrže v popoln pokol Judov.

- Mongolija: politični manever Batu Kana, voditelja Zlate horde[14], ki mimo vladajočega Ögedejevega klana skliče plemensko skupščino Kurultaj. Skupščine se udeleži še Tolujev klan, medtem ko ga vladajoči Ögedejev in (njegov marionetni) Čagatajev klan skupščino bojkotirata kljub temu, da sta povabljena. Organizacijo zbora vodi Batujev mlajši brat Berke. Batu Kan, že hudo bolan, zavrne ponujeno krono in namesto tega raje nominira za novega kana Möngkeja iz Tolujevega klana. 1251 ↔
- Dinastija Song: kitajski musliman perzijskega rodu in tajkun Shougeng Pu postane glavni upravitelj trgovske flote dinastije Song.
- Oceanija: Samoa se znebi nadoblasti Tonge in vzpostavi vladarsko linijo Malietoa.
- Ifrikija: v (muslimanskem) Tunisu se izvrši spontani upor proti na novo prispelim muslimanskim andaluzijskim beguncem, ki so veliko bogatejši in omikani od staroselcev. Hafsidske oblasti upor zatrejo s silo.

### Znanost, tehnologija, kultura
- Francoski gradbeni mojster in arhitekt Villard de Honnecourt nariše prvo risbo kakšne žage.
- Albert Veliki izolira kemijski element arzen (As).
- Začetek izdelave smodnika na podlagi recepta Rogerja Bacona, ki ga je zapisal v alkemijskem delu De secretis operibus artis et naturae.
- Rablji v Nemčiji se združijo v ceh.
- Samokolnice preidejo v splošno uporabo.
- V Freiburgu[15] so dokončana utrjena mestna vrata Schwabentor[16].
- Začetek gradnje Katedrale sv. Marije v Lübecku v značilnem severnonemškem gotskem slogu ti. Opečne gotike (nem. Backsteingotik).
- Angleščina prevzema izrazje iz latinščine in francoščine.
- Konec provansalskega trubadurstva.
- Nemška mistikinja, beguina Mehtilda iz Magdeburga začne s pisanjem življenjskega dela Tekoča luč božanstva[17], v katerem opisuje svoja mistična doživetja in ga piše vse do svoje smrti trideset let kasneje.
- Zelo razširjene postanejo žepne izdaje Svetega pisma.

## Rojstva
- 17. januar - Roger iz Laurije, sicilsko-aragonski admiral († 1305)
- 8. april - Ivan Tristan, francoski princ, grof Valoisa († 1270)
- 15. avgust - Matteo I. Visconti, vladar Milana († 1322)
- 17. september - Robert II., grof Artoisa († 1302)
- 25. december - Ivan IV. Dukas Laskaris, nikejski cesar († 1305)

Neznan datum
- Albert II., saški vojvoda († 1298)
- Albert III., mejni grof Brandenburg-Salzwedela († 1300)
- Ašer ben Jehiel, nemški judovski rabin, talmudist († 1327)
- Casella, florentinski pesnik, skladatelj († 1300)
- Diego López V. de Haro, kastiljski vojskovodja († 1310)
- Diether von Nassau, trierski nadškof, knez-elektor († 1307)
- Dimitrij Pereslavlski, vladimirski veliki knez († 1294)
- Forese Donati, toskanski pesnik († 1296)
- Fra Dolcino, italijanski pridigar, krivoverec († 1307)
- Giovanni da Carignano, italijanski (genovski) duhovnik, kartograf († 1330)
- Giovanni Pisano, italijanski kipar in arhitekt († 1315)
- Godefroid iz Fontainesa, belgijski teolog in filozof  († 1309)
- Guido Cavalcanti, italijanski (toskanski) pesnik († 1300)
- Mardohej ben Hilel, nemški judovski učenjak († 1298)
- Margareta Burgundska, sicilska in neapeljska kraljica († 1308)
- Mojzes iz Leona, španski judovski mistik in rabin († 1305)
- Nicolò Albertini, italijanski kardinal in državnik, gvelf († 1321)
- Nikefor Humno, bizantinski državnik, teolog, filozof († 1327)
- Pietro d'Abano, italijanski filozof, astrolog in zdravnik  († 1316)
- Rhys ap Maredudd, valižanski upornik († 1292)
- Šams al-Dīn al-Samarkandi, čagatajski matematik, astronom († 1310)
- Štefen iz Besançona, mojster dominikancev († 1294)
- Teodorik iz Freiberga, nemški dominikanski menih, teolog, filozof in fizik († 1310)
- Tomasina Morosini, beneška plemkinja, vojvodinja Slavonije († 1300)
- Uguccione della Faggiuola, italijanski (toskanski) državnik in vojskovodja († 1319)
- Zaviš Falkenštajnski, češki plemič († 1290)

## Smrti
- 2. februar - Erik XI., švedski kralj (* 1216)
- 8. februar
  - Robert I., grof Artoisa, sin francoskega kralja Ludvika VIII. (* 1216)
  - William II. Longespée, angleški vitez, križar (* 1212)
- 6. april
  - Hugo XI., baron Lusignana, grof La Marche (* 1221)
  - Guillaume de Sonnac, veliki mojster vitezov Templarjev
- 2. maj - al-Muazam Turanšah, sultan Egipta (* ni znano)
- 27. maj - Raniero Capocci, italijanski kardinal, gvelfovski vojskovodja
- 7. junij - Viclav I., danski plemič, knez Rügena (* 1180)
- 18. junij - Tereza Portugalska, princesa, kraljica Leona (* 1178)
- 6. julij - Peter I., bretonski vojvoda, 1. grof Richmond (* 1190)
- 10. avgust - Erik IV., danski kralj  (* 1216)
- 4. oktober - Herman VI., mejni grof Badna (* 1226)
- 13. december - Friderik II., rimsko-nemški cesar, sicilski kralj (* 1194)

Neznan datum
- Arnulf iz Leuvena, belgijski (brabantski) cisterijanski opat, pesnik (* 1200)
- Giovanni Parenti, general frančiškanskega reda
- Leonardo Fibonacci, italijanski matematik  (* 1170)
- Matej Ninoslav, bosanski ban